# Parafia św. Carthage'a w Gordon Park
Parafia św. Carthage'a w Gordon Park – parafia rzymskokatolicka, należąca do archidiecezji Brisbane.